# Stefan Štiljanović
Stefan Štiljanović (serbisk kyrilliska: Стефан Штиљановић), död år 1543, var en serbisk adelsman.
Han var Serbiens despot 1537–1543, och styrde som sådan i realiteten en konstgjord serbisk buffertstat under ungersk överhöghet, som hade skapats av Ungern som en buffert mot Osmanska riket. Han var den sista person med denna ställning och blev berömd för sin kamp mot osmanerna under ungersk överhöghet.  
Han betraktas som ett helgon inom den Serbisk-ortodoxa kyrkan. 